# طاعون (فیلم ۱۹۹۲)
طاعون (اسپانیایی: La Peste‎) یک فیلم درام آرژانتینی محصول سال ۱۹۹۲ به کارگردانی لوئیس پوئنسو است.اقتباسی از رمان طاعون آلبرکامو. از بازیگران آن می‌توان به ویلیام هرت، ساندرین بونر، ژان-مارک بار، رابرت دووال، و رائول هولیا اشاره کرد.